# Царь сновидений
«Царь сновидений» (англ. Joseph: King of Dreams) — американский анимационный музыкальный драматический фильм 2000 года и первый мультфильм от студии DreamWorks Pictures, предназначенный сразу для выпуска на физических носителях для домашнего просмотра. Фильм затрагивает историю Иосифа из Книги Бытия, Библии и выступает одновременно приквелом и спин-оффом к мультфильму 1998 года — «Принц Египта» (поскольку библейское повествование об Иосифе происходит на несколько веков раньше, чем о Моисее). Композитор Дэниел Пелфри заметил, что хотя мультфильм создавался, как сиквел к «Принцу Египта», он в итоге получился «совсем отличным, сложным, но стоящим того».
Помощник режиссёра Роберт Рамирес признался, что хотя в целом фильм получил положительные отзывы у критиков, был период, когда создатели не могли создать хорошую историю, так как она выглядела «грубой и нелепой».

## Сюжет
Мультфильм повествует об истории из Библии, Книги Бытия — о жизни Иосифа, младшего из двенадцати сыновей Иакова. Отец считал его ниспосланным Богом ребёнком, так как его вторая жена Рахиль считалась бесплодной. Иаков больше всего любил своего младшего сына, избавлял его от тяжёлой работы и обучал письму. Это взрастило зависть и ненависть старших братьев по отношению к Иосифу. Однажды ночью, герою снится стая волков, нападающая на семейное стадо и убившая барана, а на следующий день его сон сбылся. Иаков утверждает, что способность предвидеть будущее через сны — дар, ниспосланный Иосифу Господом. Иосиф же должен научиться толковать их. На следующую ночь герой видит новый сон, в котором снопы его братьев преклоняются перед ним, а затем и звёзды. Рассказав обо сне, старшие братья решают, что Иосиф оскорбил их, заявив право стать новым главой семьи после Иакова, вместо старшего сына Иуды. Они вынашивают план избавиться от Иосифа, вначале они швыряют его в колодец, а затем продают в рабство бедуинам-караванщикам. Родителям же лгут, что Иосифа растерзали волки и нашли лишь окровавленное пальто от него.
Бедуины перепродают Иосифа в рабство, в Египте. Там его скупает Потифар, начальник стражи фараона. Нового хозяина подкупает благосклонность и грамотность Иосифа. Он делает героя своим доверенным помощником и наделяет множественными привилегиями для раба. Сам Иосиф также подружился с Асенефой — племянницей Потифара. Однако на Иосифа положила свой глаз Зулейка — жена Потифара и воспользовавшись моментом, она домогается до Иосифа, но тот наотрез отвергает её, не желая предавать хозяина. Зулейка рвёт одежду Иосифа и в ярости обвиняет в домогательствах. Потифар чуть не решил казнить героя, но жена попросила этого не делать. Поняв, что Иосиф невиновен в преступлении, но и чтобы сохранить своё лицо, Потифар сажает героя в тюрьму. Иосиф оказывается в камере, там он встречает хлебодара и виночерпия. Он толкует их сны, рассказывая, что через три дня виночерпия помилуют и призовут обратно во дворец, а хлебодара казнят. Когда становится ясно, что предсказания Иосифа сбудутся, герой просит виночерпия рассказать фараону о нём, чтобы вызволить из тюрьмы. Иосиф вынужден долго томиться в тюрьме, ему тайно приносит еду Асенефа, герой же находит утешение в уходе за ростком, который со временем вырастает в небольшое дерево.
Однажды, Иосифа призывает сам фараон, услышавший от виночерпия о даре героя. Герой вновь встречает Потифара и тот кается в своей вине, и Иосиф прощает его. Фараона же постоянно мучают сны, который не может истолковать ни один из его советников или жрецов. В этих снах присутствуют семь тучных коров или семь развесистых колосьев, которые пожираются семью тощими коровами или засохшими колосьями. Иосиф истолковывает сны фараона и предупреждает, что Египет ждёт семь лет изобилия, за которыми последуют семь лет засухи и голода. Фараон оказывается настолько впечатлён, что решает наделить Иосифа статусом чати — великого управителя и второго по важности после правителя, сам герой получает египетское имя Цафнаф-панеах. Он женится на Асенефе, заводит двух детей — Манассию и Ефрема и выступает инженером по построению ирригационных каналов для полей и зернохранилищ Египта. В итоге проходит семь лет и наступают годы засухи, где Иосиф занимается раздачей населению излишков зерна.
В один день Иосиф случайно замечает, что за зерном прибыли из Ханаана 11 его старших братьев из-за засухи и голода, начавшегося в Ханаане. Они не узнают уже повзрослевшего Иосифа облачённого в знатные египетские наряды, но сам же Иосиф в приступе ярости отказывается продать им зерно и обвиняет в шпионаже. Братья предлагают отплатить за зерно серебром, в обмен на которое они когда-то продали в рабство Иосифа и утверждали, что хотят прокормить своего пожилого отца и младшего брата, оставшегося на родине. Иосиф, убеждённый в том, что заловил братьев на лжи запирает Симеона, одного из братьев в тюрьме и объявляет, что освободит его после того, как братья приведут в Египет «того самого младшего брата». Братья сдерживают обещание и вновь прибывают в Египет с их младшим братом по имени Вениамин. Как оказалось, он родился сразу после исчезновения Иосифа и стал новым любимым сыном Иакова, а его мать Рахиль уже давно скончалась. Иосиф устраивает пир гостям, но не отказывается от мести, решив подсунуть золотой бокал в мешок с зерном Вениамина, чтобы затем публично «разоблачить» его и взять в рабство. Во время претворения своего плана, братья умоляют «Цафнаф-панеаха» помиловать младшего брата и вместо него взять в рабство их, одновременно раскаявшись в том, что когда-то они продали в рабство брата Иосифа и теперь всю жизнь живут с этой виной.
Иосифа трогает до глубины души признание братьев. Он прощает их и признаётся в том, что и является Иосифом. Герой примиряется с братьями, они же счастливы вновь видеть своего брата. Счастливый Иосиф объявляет, что братья со своими детьми, жёнами и их родственниками могут переселиться жить в Египет. В конце показывается сцена, как евреи прибывают в Египет и Иосиф встречается со своим отцом. Концовка также выступает приквелом к «Принцу Египта», подразумевая, что в будущем евреи в Египте будут порабощены, и затем освобождены под предводительством пророка Моисея.

## В ролях
- Бен Аффлек — Иосиф
  - Дэвид Кэмпбелл[англ.] — поющий Иосиф
- Марк Хэмилл — Иуда
- Ричард Херд[англ.] — Иаков
  - Расселл Бьюкэнэн — поющий Иаков
- Морин Макговерн[англ.] — Рахиль
- Джоди Бенсон — Асенефа
- Джудит Лайт — Зулейка
- Джеймс Экхаус — Потифар
- Ричард МакГонагл[англ.] — Фараон
- Дэн Кастелланета —  аукционист, торговец лошадьми
- Рене Обержонуа — виночерпий
- Кен Хадсон Кэмпбелл — хлебодар
- Стивен Уэбер — Симеон, работорговец
- Джесс Харнелл — Иссахар / торговец
- Пира Коппола[англ.] — прислуга Зулейки, второстепенные персонажи
- Эмили Эби — прислуга
- Мэтт Левин — Вениамин
- Джефф Беннетт — Левий
- Том Вирту[англ.] — Рувим
- Кевин Майкл Ричардсон — стража Потифара

## Производство
Работа над созданием мультфильма «Царь Сновидений» началась ещё во время работы над «Принцем Египта», поэтому над обоими мультфильмами работала одна и та же команда, а также те же консультанты. Мультфильм создавался в Лос-Анджелесе и Канаде, над ним работало около 500 художников и аниматоров.

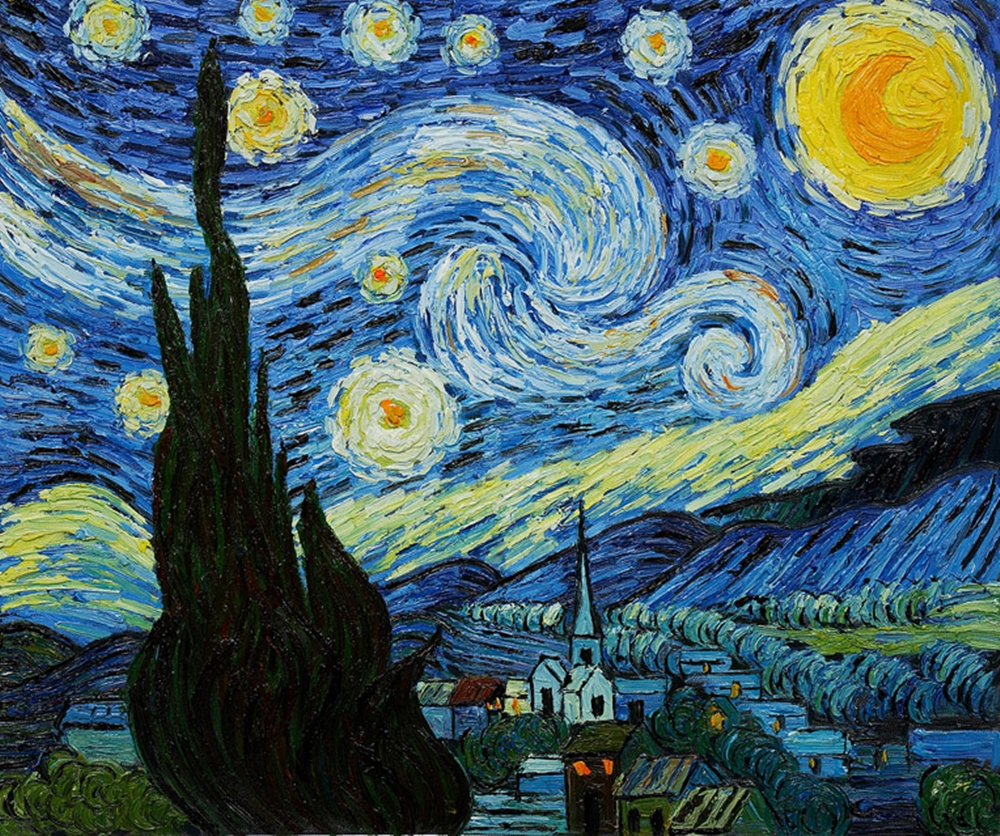
Задние планы в сценах сновидений Иосифа отсылают к картине Ван Гога — Звёздная Ночь

Исполнительный продюсер Пенни Финкельман Кокс и сотрудница DreamWorks Келли Сутер заметили, что основная трудность в прописании сценария заключалась в том, что необходимо было передать историю, следующую библейскому канону, но и одновременно сделать её интересной и востребованной для зрителя: «мы должны затронуть сильную тему, рассказать её убедительно, но чтобы она была понятна для людей всех возрастов». Они также заметили, что хотя мультфильм сразу же предназначался для выпуска на кассетах и DVD, создатели хотели по прежнему создать качественный продукт. «качество анимации не пострадало. . . Наш подход к фильму таков, он создавался с таким же качественным повествованием, что и „Принц Египта“». Художники заметили также, что самыми трудными сценами было воссоздание снов Иосифа, где окружающий фон выполнен в стилистике движущихся картин Ван Гога. Нассос Вакалис, ответственный за раскадровку и анимации в мультфильме, заметил, что ему надо было постоянно ездить в Канаду, чтобы наблюдать за ходом разработки сразу в нескольких, выполняющих субподрядные работы. Композитор Дэниел Пелфри утверждал, что: «сценаристы и режиссёры проделали огромную работу, сохраняя верность истории и стремясь её сделать интересной для современной аудитории».
Работа над мультфильмом началась ещё в конце 1997 года. В самом начале, сюжет более строго следовал библейскому канону. Однако мультфильм ожидали разгромные отзывы на закрытых показах. Критики называли сюжет бессмысленным и неинтересным, и фактически назвали демонстрацией разрозненных и искусственно склеенных между собой сцен. Разработчики, предчувствовав «катастрофический» провал, за кратчайшие сроки должны были исправить основные недостатки в сюжете. Так, создатели решили основательно переделать сценарий, убрать ряд сцен и наоборот добавить не каноничные Библии сцены, касающиеся личных взаимоотношений и взаимодействий персонажей. В переработке сценария также принимали участие продюсеры Стивен Хикнер и Пенни Финкелман Кокс. Сюжетная линия главного героя Иосифа также была пересмотрена, чтобы он не просто выступал героем истории, а чтобы сама история развивалась с его точки зрения, и чтобы игрок мог эмоционально проникнуться к герою. «Чего хочет Иосиф? Быть признанным его братьями и стать частью их жизни. Чего хочет Иуда, старший брат Иосифа? Признания и любви со стороны отца Иакова, видя, как тот гораздо больше любит Иосифа. Сам Иаков же хочет показать миру, как он сильно любит Иосифа. Почему Иаков любит Иосифа намного больше, чем других своих сыновей? Потому что он — точная копия его любимой жены. Он первенец женщины, на которой Иаков мечтал жениться. Как только мы разобрались с мотивациями действующих персонажей, мы начали заново создавать историю, а в ней появилась та самая искра, которой так не хватало в изначальной версии. Персонажи теперь управляли сценами, а не наоборот, это также помогло связать историю и сцены, чувствовавшиеся разобщёнными».
Марк Хэмилл, озвучивавший Иуду, рассказал, почему принял решение озвучить персонажа: "В начале видно, что Иуда, как старший сын Иаковы занимает в семье высшее после отца положение. И всё нарушается появлением этого малого дитя, способного видеть будущее. В конце концов это подстрекает Иуду настроить своих братьев против Иосифа. Я не считаю его злодеем. Во многих отношениях он, как и все люди, задаётся вопросом: «Как это повлияет на мою жизнь?». Иуда ведёт себя эгоистично и вынужден потом мириться с последствиями своих поступков.
Рамирес также объяснил одну из главных тем фильма, сцену реакции Иосифа, когда тот вновь увидел своих братьев, после того, как они продали его в рабство: «Эти „чужаки“ оказались его братьями. Теперь настала очередь Иосифа. Поддастся ли он низменным чувствам, мести, поработит их, начнёт издеваться над ними? или даже убьёт? Оли он поборет собственную ненависть и простит их? Проще говоря в этом суть истории: способность прощать».
Джоди Бенсон озвучивала Асенефу, жену Иосифа. Она также единственный актёр, озвучивавший персонажа и выступающий певцом одновременно. Реплики её персонажа записывались в течение 12 дней, сама же актриса сотрудничала только Дэвидом Кэмпбеллом, певцом, озвучивавшим Иосифа в музыкальных сценах. Бенсон заметила, что её персонаж выступает голосом разума, она направляет Иосифа на добрые и правильные поступки, в том числе, чтобы он примирился со своими братьями. В целом, роль Асенефы была значительно расширена в сравнении с библейским каноном, где она упоминается, как жена Иосифа.

## Музыка

### Партитура
Оркестровое музыкальное сопровождение к мультфильму написал Дэнни Пелфри. Ему также помогал Ханс Циммер, написавший музыку к «Принцу Египта». Пелфри также занимался аранжировкой песен. Ханс Циммер, композитор «Принца Египта», одобрил привлечение к работе Пелфри и сам лично консультировал молодого композитора. Пелфри также перечитал различные переводы оригинального текста Библии, чтобы лучше прочувствовать историю. Композитор также активно сотрудничал со сценаристами, продюсерами и режиссёрами. Он признался, что прежде «никогда не занимался мюзиклом … [и Циммер] помог мне, направлял меня при написании музыки к „Принцу Египта“».
Пелфри в сценах сновидений и в целом, как он описал — моментов сближения с Богом, применял небольшой женский хор, но при воссоединении Иосифа со своими братьями была уже использована более грандиозная музыка с крупной партитурой, что отражало духовное возвышение главного героя, сам Пелфри заметил, что музыка в конце напоминала ему тему ангелов. Композитор описал жанр своих мелодий, как «Мировой/Оркестровый», отметив, что в при записи использовал этнические музыкальные инструменты из различных регионов, нежели из Египта, среди них были «Дудук, Най, Ребаб, Бан-Ди, Бансури, Марокканская флейта, Сику и большое разнообразие ударных, включая Джембе, Дарбука, Дхолак, Уду и т. д.». Что касается использования музыкальных инструментов вне исторического контекста, Пелфри заметил, что для него важнее не точное следование историческому канону, а создание мелодий, запрминающихся и передающих драматическое переживание.
Пелфри заметил, что создание песен к мюзиклу было для него совершенно новым опытом. «В мюзикле, песни продвигают историю, и я должен был помочь этому процессу, создать песни, вписывающиеся в ткань фильма и музыкальную палитру. Хотя речь идёт об анимации, музыка не должна была быть выдержанной в мультипликационной эстетике из-за глубины сюжета. Музыка скорее создавалась так, будто она принадлежала настоящему фильму». Пелфри признался, что «Царь Сновидений» позволил ему «поработать с лучшими продюсерами в бизнесе и в целом продвинуться в своей музыкальной карьере, так и в профессиональном опыте». Позже, дирижёр Лукаса Ричман попросил Пелфри написать Симфоническую сюиту, чтобы её мог исполнить еврейский симфонический оркестр Ричмана в Лос-Анджелесе, в августе 2010 года.

### Песни
Песни, звучавшие во время музыкальных вставок написал Джон Буччино . Саундтрек к фильму не был выпущен.
1. "Miracle Child" (Морин Макговерн[англ.], Расселл Бьюкэнэн, Дэвид Кэмпбелл[англ.]
2. "Bloom" (Морин Макговерн)
3. "Marketplace" (Ансамбль)
4. "Whatever Road's at Your Feet" (Дэвид Кэмпбелл)
5. "You Know Better Than I" (Дэвид Кэмпбелл)
6. "More than You Take" (Дэвид Кэмпбелл и Джоди Бенсон)
7. "Bloom" (Reprise) (Джоди Бенсон)

## Выход
Выход мультфильма «Царь сновидений» состоялся 7 ноября 2000 года сразу на физических носителях DVD и VHS. Особые издания также включали песни для караоке, сборники рассказов, интерактивную викторину, задания для печати и раскраски. Blu-ray-издание вышло 13 мая 2014, как часть коллекции наряду с другими мультфильмами от DreamWorks Animation «Дорога на Эльдорадо» и «Синдбад: Легенда семи морей».
Фильм создавался с ориентиром на продажу христианским розничным торговцам, но также был доступен для продажи в традиционных магазинах США, таких как Wal-Mart и Target, а также в видеомагазинах. Создатели также заметили, что при успехе «Царя Сновидений», они примут решение создать ещё несколько библейских мультфильмов. Однако «Царь Сновидений» стал последним таким проектом.

### Книжное издание
Издательство в Нэшвилле Tommy Nelson, детское подразделение христианской издательской компании Thomas Nelson Inc., заключило партнёрское соглашение с DreamWorks для публикации четырёх книг в США по мотивам «Царя Сновидений», представляющих собой разные версии пересказа сюжета из мультфильма с иллюстрациями и наклейками. Первая книга вышла 1 ноября 2000 года.

## Критические отзывы
Критики в целом высоко оценили мультфильм, его повествовательную линию, анимацию и музыкальное сопровождение, однако «Царь Сновидений» был признан во всех смыслах слабее, чем «Принц Египта». Рецензенты особенно похвалили песню You Know Better Than I, а также сцены со сновидениями, вдохновлённые эстетикой картин Ван Гога. Также критиками было замечено более достоверной следование библейскому канону в сравнении с «Принцем Египта».
Редакция DecentFilmsGuide поставила фильму оценку «В», как в целом рекомендованную к просмотру и 3 из 4 звёзд за художественную и развлекательную ценность, написав, что «С художественной точки зрения лучшее „Царе Сновидений“ — это визионерская анимация в сценах снов… У меня перехватило дыхание при первом взгляде на эти сны, похожие на ожившие и танцующие картины Ван Гога». "Однако в этой рецензии также написано, что: «„Царь сновидений“ не достигает того же уровня, что и „Принц Египта“. [Он] гораздо больше детский». В рецензии также говорилось, что песни «весёлые, воодушевляющие и в целом незабываемые», а анимация — «прекрасная, но не идеальная». Критик также заметил, что если перестать делать нечестные сравнения «Принцем Египта», снятым с гораздо большим бюджетом, то «Царя Сновидений» можно в каком то смысле рассматривать идеальным произведением, созданным в более скромных условиях. Отдельно критик расхвалил песню Marketplace (сцена, где Иосиф попадает в Египет и затем на рынок рабов) за её «зловещую атмосферу», и признался, что ей даже удалось затмить атмосферность мелодий из «Принца Египта». Также критик назвал песню You Know Better Than I намного более глубокой и душевной, чем песню There Can Be Miracles из «Принца». Редакция DVD Verdict писала следующее: «„Царь сновидений“ разобьёт в пух и прах ваши ожидания в отношении мультфильмов для домашнего показа. Это не просто равнодушная попытка нажиться на успехе „Принца Египта“, а, напротив, качественно выполненная и тщательно продуманная история. Этот мультфильм можно было бы запросто легко выпустить в кинотеатрах, учитывая качество его повествования, музыки и анимации, хотя и продолжительность мультфильма недостаточна для этого». Редакция PluggedIn написала, что: «Хотя этот фильм не такой впечатляющий, как „Принц Египта“, но получился крайне впечатляющим продуктам по меркам фильма для домашнего показа. Искусно выполненные сцены снов. Воодушевляющие песни. Кроме того, история позволяет себе меньше вольностей, чем „Принц Египта“». Лейкленд Леджер заметил, что история получилась крайне эмоциональной и отлично подчёркивала чувство отчаяния и тоски героя. Ян Крейн Рудин, представитель Star-News написал: «Как и в случае с „Принцем Египта“, для меня лучшей частью стала последовавшая дискуссия с моими детьми после просмотра „Царя Сновидений“».
Редакция The Movie Report присудила мультфильму 3/4 звезды, написав, что «Хотя это явно уровень классики 1998 года, но это по прежнему достойное произведение, которое по качеству можно сравнить с „Дорогой на Эльдорадо“. Царя сновидений можно рассматривать, как новый качественный эталон для анимационных фильмов, созданных для домашнего показа, и на его фоне особенно постыдно выглядят скромные ленты от Disney для домашнего видео». Однако критик заметил, что песни из мультфильма быстро забываются, единственная из них, оставляющая впечатление — Better Than I. Рецензент ChristianAnswers.net дал фильму 4 из 5 звёзд, написав, что: «Хотя визуальные эффекты получились не такими выдающимися, как в „Принце Египта“, сюжетная линия все же более достоверно следует библейскому канону… Музыка хорошая, особенно песня Better Than I». Редактор «CommonSenseMedia» оценил фильм на три звезды из пяти, заметив, что в ленте хорошо выполнена анимация, особенно сновидения, выполненные в стилистике оживших картин Ван-Гога, но при этом критик в целом назвал музыкальное сопровождение и повествовательную линию слабее, чем в «Принце Египта». Критик Los Angeles Times похвалил мультфильм за его красивую и качественную анимацию, предназначенную для большого экрана, а также поразительные сцены с компьютерной анимацией. «Вместе с её достойной и сердечной историей, мультфильм в итоге получился прекрасной повествовательной библейской историей». Редакция Variety заметила, что мультфильм подойдёт к просмотру как детям, так и взрослым, что делает мультфильм идеальным семейным развлекательным продуктом.

### Награды
| Год  | Номинируемая работа | Категория                                                                              | Результат |
| ---- | --- | -------------------------------------------------------------------------------------- | --------- |
| 2000 | «Better Than I» | Video Premier Award за лучшую песню                                                    | Победа    |
| 2001 | Царь сновидений | Silver Angel Award за полнометражный фильм                                             | Номинация |
| 2001 | Царь сновидений | Энни за выдающиеся достижение для домашней кинопродукции                               | Номинация |
| 2001 | Пенни Финкелман Кокс (исполнительный продюсер) Стивен Хикнер (исполнительный продюсер) Джеффри Катценберг (исполнительный продюсер) Кен Цумура (продюсер) | Премия DVD Exclusive Video Premiere за лучшею мультипликационную премьеру              | Победа    |
| 2001 | Евгения Сингер Маршалл Голдберг Рэймонд Сингер Джо Стиллман                                                                                               | Премия DVD Exclusive Video Premiere Award за лучший сценарий                           | Победа    |
| 2001 | Бен Аффлек (озвучивание) Люк Шамберлан (анимационный Режиссёр-мультипликатор: Иосиф)                                                                      | Премия DVD Exclusive Video Premiere Award за лучшее исполнение анимационных персонажей | Номинация |
| 2001 | Роб Ладука Роберт К. Рамирес | Премия DVD Exclusive Video Premiere Award за лучшею режиссуру                          | Номинация |
| 2001 | Дэнни Пелфри | Премия DVD Exclusive Video Premiere Award за лучшее музыкальное сопровождение          | Номинация |